# 공양학
공양학(公羊學)은 19세기 말부터 20세기 초기 대두된 유학의 학파이다. 청말 시기에 청조(淸朝)의 전제 지배체제는 크게 붕괴되기 시작하였다. 중국의 국내 각지에서는 농민투쟁이 격화하는 한편 외부로부터는 대량의 아편이 유입되어, 청조는 내외(內外)에서 중대한 위기에 직면하였다. 이와 같은 내외의 위기를 배경으로 현실문제에 뿌리를 둔 경세치용(經世致用)의 학문을 강조하고 나온 것이 공양학파였다.

## 역사
청대 중기에 유행하던 고증학(考證學)은 그의 비정치적 성격 때문에 벌써 현실의 위기에 대응하는 적극적인 역할을 상실하고 있었다. 그들은 전한(前漢)시기 금문학(今文學)의 '미언대지(微言大旨：經典의 바닥에 간직된 근본정신)를 중시하는 입장에서 고문경(古文經)에 의존하여 훈고주의만을 표방하는 고증학의 비정치성을 통렬하게 비판하였다. 동시에 그들은 정치적, 사회적 실천에 직결되는 경세치용의 학(學)을 주장하였다.

청대(淸代) 공양학은 19세기 중기경 상주학파(常州學派)의 개조라고 일컫는 장존여(莊存與)에 의하여 시작되었다. 그것은 이어 그의 외손 유봉록(劉逢祿)에 의한 계승발전을 보았고, 다시 유봉록의 제자 공자진·위원(魏源)에 이르러 특히 혁신성을 강하게 한 것이다. 청말의 개혁 변법운동의 맹아(萌芽)는 이 양자의 주장에 있다고 한다. 양자의 친구인 임칙서(林則徐)·황작자(黃爵滋)는 아편 엄금론(嚴禁論)을 주장하여 영국의 침략에 대한 저항정책을 시도하였다. 그후 청말에는 공양학을 대망(戴望)·왕개운·요평(寥平) 등이 계승하였으나, 이들은 오히려 경학자(經學者)로서의 경향이 강했다. 단 요평(寥平)은 캉유웨이에게 큰 영향을 주었다. 그리고 캉유웨이(康有爲)와 그의 자제인 량치차오(梁啓超)를 중심으로 한 청말의 변법운동(變法運動)의 사상적 밑거름이 되었다.

## 같이 보기
- 캉유웨이
- 량치차오
- 변법자강 운동